# 요안 오비앙
요안 세르주 오비앙(프랑스어: Johann Serge Obiang, 1993년 7월 5일 ~ )은 포의 왼쪽 수비수로 뛰는 가봉의 프로 축구 선수이다. 그는 이전에 트루아, 샤토루, 캉에서 뛰었다. 프랑스에서 태어난 그는 국제적인 수준에서 가봉을 대표한다.

## 구단 경력
2022년 6월 28일, 오비앙은 캉과 계약했다.

## 국가대표팀 경력
오비앙은 프랑스에서 가봉인 아버지와 프랑스인 어머니 사이에서 태어났다. 프랑스와 가봉 국가대표팀에 모두 자격이 주어지는 그는 2014년 2월에 가봉 국가대표팀에 처음으로 차출되었다. 오비앙은 카메룬에서 열린 2021년 아프리카 네이션스컵 토너먼트에서 가봉 국가대표팀에 차출되었다.